# HCESAR

Layout Hcesar

HCESAR (pronúncia:/ɐga sɛzaɾ/) foi uma disposição de teclado de máquinas de escrever que vigorou em Portugal entre 1937 e 1971, conforme o Decreto-Lei n.º 27 868 de 1937, que o tornou o teclado nacional. Foi criado como uma forma de proteger a indústria nacional de máquinas de escrever, representada pela empresa Messa, da concorrência estrangeira. A produção de máquinas com este teclado cessou em 1985, na antiga fábrica da Messa (1959-1985), em Mem Martins.

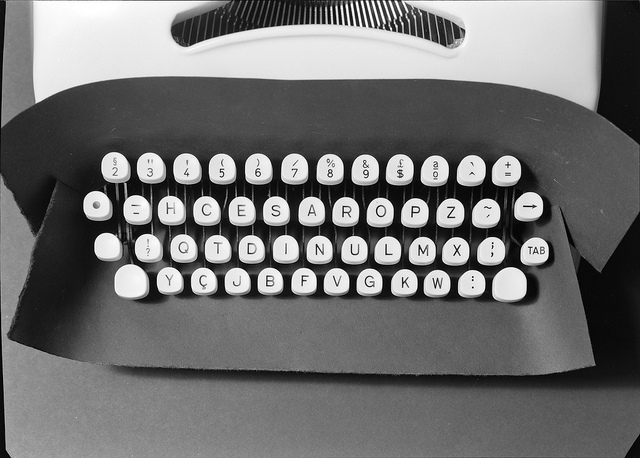
Teclado Hcesar

À semelhança das normas doutros países (QWERTY, AZERTY, etc), o seu nome baseia-se nas seis primeiras letras da primeira linha.
A disposição das teclas teve em conta a frequência de utilização das letras na língua portuguesa, situando-se as de maior utilização ao centro. As vogais estão posicionadas de acordo com um triângulo vocálico invertido. Entre as características deste teclado, destacavam-se:
A dupla função da mesma tecla para representar o digito 0 e a letra O maiúscula, assim como o digito 1 e o L minúsculo. Não existia o símbolo cardinal e o sinal de desigualdade conseguia-se através do sinal de igual e sobrepondo-lhe uma barra. O asterisco era conseguido à custa de um X minúsculo, sobreposto ao sinal mais.
Atualmente, está disponível para Windows, macOS, Linux e dispositivos móveis.

## Modelos
Este teclado foi adotado por diversas marcas de máquinas de escrever, originárias de vários países, tais como Adler, Alpina, Consul, Continental, Facit, Hermes Baby, Imperial, Optima e Olympia (Alemanha); Antares e Olivetti (Itália); Corona, Remington, Royal, Singer e Underwood (Estados Unidos da América); e Messa/Oliva (Portugal) com os modelos M1, M8, Dacti, mini 2000, 2000s, 2002, 3000, 3002 e 5000. Foram ainda produzidas máquinas de escrever elétricas com este teclado pela Brother e IBM.  